# 1048

## Родени
- 18 май – Омар Хаям, ирански учен и поет